# 옹에르만란드

옹에르만란드의 문장

옹에르만란드의 위치

옹에르만란드(스웨덴어: Ångermanland)는 스웨덴 북부 노를란드 지역을 구성하는 지방 가운데 하나로 면적은 19,507km2, 인구는 132,689명(2009년 기준)이다. 남쪽으로는 메델파드 지방, 서쪽으로는 옘틀란드 지방, 북쪽으로는 라플란드 지방과 베스테르보텐 지방, 동쪽으로는 보트니아만과 접하며 베스테르노를란드주와 옘틀란드주, 베스테르보텐주가 이 지방에 속한다. 지방을 상징하는 꽃은 삼색제비꽃, 동물은 비버이다.